# Sparebanken Vest
Sparebanken Vest est la troisième plus grande caisse d'épargne, et la deuxième plus ancienne banque de Norvège. Sa prédécesseure, Bergens Sparebank, avait été fondée en 1823.
Le siège social est situé à Bergen. La banque fournit ses services aux particuliers, entreprises et administrations publiques et est concentrée sur les comtés de Vestland et de Rogaland. En 2020, elle avait 34 agences de Volda au Nord à Nærbø au Sud. Elle utilise la marque Bulder Bank pour proposer des crédits immobiliers en ligne.
En 2019, l'actif total de la banque était de 197,166,000,000 couronne norvégienne. 
L'ambition de la caisse d'épargne est de proposer des services bancaires de qualité et de soutenir la société civile des territoires où elle est implantée. 
Les statuts de Sparebanken Vest l'autorisent à distribuer jusqu'à 25 pour cent de ses bénéfices après impôts et des dividendes à des fins non lucratives. En 2019, la banque a distribué 352 millions de couronnes à des projets d'intérêt public. La banque décide cette année d'instaurer un kundeutbytte à partir de 2020 pour reverser une partie des bénéfices à ses clients.
Sparebanken Vest supporte différentes équipes, organisations, événements, festivals et associations. Sparebanken Vest est le sponsor principal des clubs de football SK Brann (Eliteserien), Sogndal Football et Bryne FK (OBOS-ligaen), ainsi que du club féminin Arna-Bjørnar (Toppserien), et des équipes de handball de Fylingen Handball, Tertnes Idrettslag, Stord Handball. Elle soutient aussi le club de golf de Meland.

## Filiales et entreprises associées
Sparebanken Vest a fondé depuis 2006 de nouvelles entreprises fournissant différents types de produits et services financiers. Elles sont aussi basées au siège de Jonsvollkvarteret.
Frende Forsikring est une société d'assurance dommages et vie lancée en 2007. Sparebanken Vest a une participation de 39,7 % dans la société mère Frende Holding. Le reste est détenu par quatorze caisses d'épargne indépendantes.
Eiendomsmegler Vest est une chaîne d'agences immobilières détenue à 100%. Ses activités sont concentrées sur la côte ouest. SPV Næringsmegling AS et Herland Eiendom sont rattachées à cette société.
Norne Titres a été fondée en 2008. Ses activités englobent le courtage en ligne et les services de finance d'entreprise. Sparebanken Vest est le principal actionnaire avec 47,6%. Le reste est détenu par treize caisses d'épargne indépendantes et Must Holding AS.
Brage Finans AS est une société de financement et leasing, qui a été lancée en 2010. Sparebanken Vest est actionnaire à 49,9 %. Le reste est détenu par onze caisses d'épargne indépendantes.
Sparebanken Vest Boligkreditt AS est une société de financement qui émet des obligations sécurisées par des prêts hypothécaires immobiliers accordés par Sparebanken Vest, qui en est le seul actionnaire.  
La caisse d'épargne est aussi actionnaire de Vipps AS via Balder Betaling AS. Vipps propose des services de paiement et d'authentification sécurisée. Son principal actionnaire est DNB (banque).